# 2087 Kochera
2087 Kochera è un asteroide della fascia principale. Scoperto nel 1975, presenta un'orbita caratterizzata da un semiasse maggiore pari a 2,2061579 UA e da un'eccentricità di 0,0575934, inclinata di 1,82903° rispetto all'eclittica.
L'asteroide è dedicato a Emil Theodor Kocher, premio Nobel per la medicina.